# 坪坝营镇
坪坝营镇是中华人民共和国湖北省恩施土家族苗族自治州咸丰县下辖的一个镇。
2012年9月11日，湖北省民政厅批复同意将甲马池镇更名为坪坝营镇。

## 行政区划
坪坝营镇下辖以下村级行政区划单位：
甲马池村、筒车坝村、方家坝村、旋坨村、老岩孔村、坪坝营村、锣鼓坪村、新场村、真假坑村、花台山村、青岗坝村、马家沟村、鹿子坨村、土司坝村、铧厂村、杨洞村、沙道湾村、廖家田村、梨树垭村、张家坪村、墨池寺村、水车坪村、落耳岩村、旋厂坝村、燕子坝村、大溪村、荆竹泉村、白家河村、官田堡村、石柱坝村、龙王庙村、板栗洼村、青林湾村、黄鳝坝村、狮子岩村、当门坝村、中坝村、大铧尖村、走马岭村、苟家营村和三岔坝村。

## 中国传统村落
2012年，马家沟村王母洞被评为首批“中国传统村落”。